# Regio Zuid (Brazilië)
De regio Zuid is een van de vijf administratieve regio's van Brazilië. Het omvat de staten Paraná, Santa Catarina en Rio Grande do Sul en beslaat 576.300.8 km² (6,63% van het Braziliaans grondgebied), zijnde het kleinste gedeelte van het land. Midden 2004 werd het inwoneraantal geschat op 26.635.629 (14,67% van de totale bevolking).
Regio Zuid grenst aan Uruguay, Argentinië en Paraguay, de Regio Centraal-West, de Regio Zuidoost en de Atlantische Oceaan.

## Staten
- Paraná
- Santa Catarina
- Rio Grande do Sul

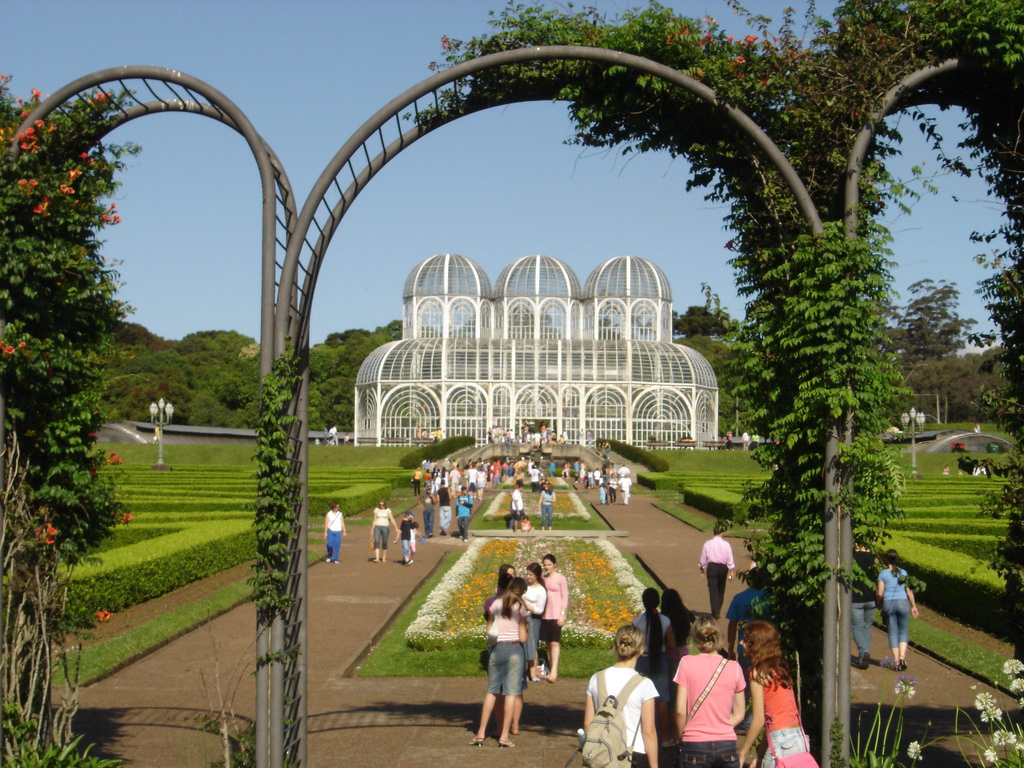
Curitiba (hoofdstad van Paraná) is de grootste, rijkste en belangrijkste stad in het zuiden. De hortus botanicus is het onofficiële symbool van de regio.

Het grootste kenmerk is de wijze van kolonisatie en het type ontvangen kolonisten. In de 17e en 18e eeuw begon de regio Zuid te worden gekoloniseerd. In 1648 waren de Portugezen de oprichters van het dorp Paranaguá, de oudste stad in de zuidelijke regio en Paraná. Er kwam echter een groot aantal immigranten uit Duitsland, Italië, Polen en Oekraïne, naast immigranten uit onder meer Nederland, Uruguay, Argentinië, de Azoren en Spanje. Het bevolkingskenmerk dat werd gegeven door Europeanen die hebben bijgedragen aan het vormingsproces van de Braziliaanse samenleving in de 19e eeuw was de overheersende blanke etniciteit, achtergelaten in het landschap, kenmerken van de landen waaruit ze afkomstig zijn (huizen, transport, landgebruik). Europeanen hebben het systeem van kleine en middelgrote landbouwbedrijven ingevoerd. De landbouwwetenschap die vanuit Europa naar het zuiden van Brazilië werd gebracht, was wijnbouw, aangepast aan de Serra Gaúcha.

## Economie

### Landbouw

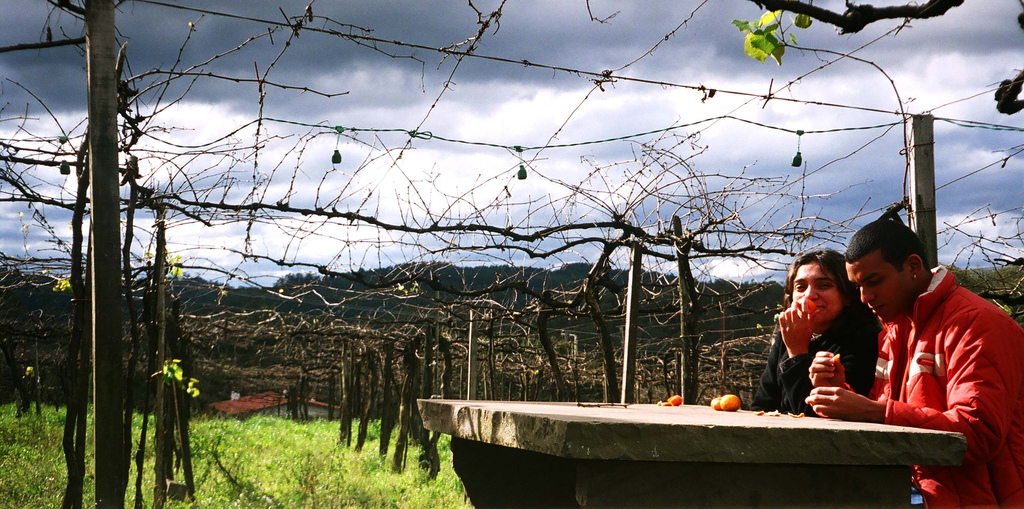
Wijnmakerij in Rio Grande do Sul.

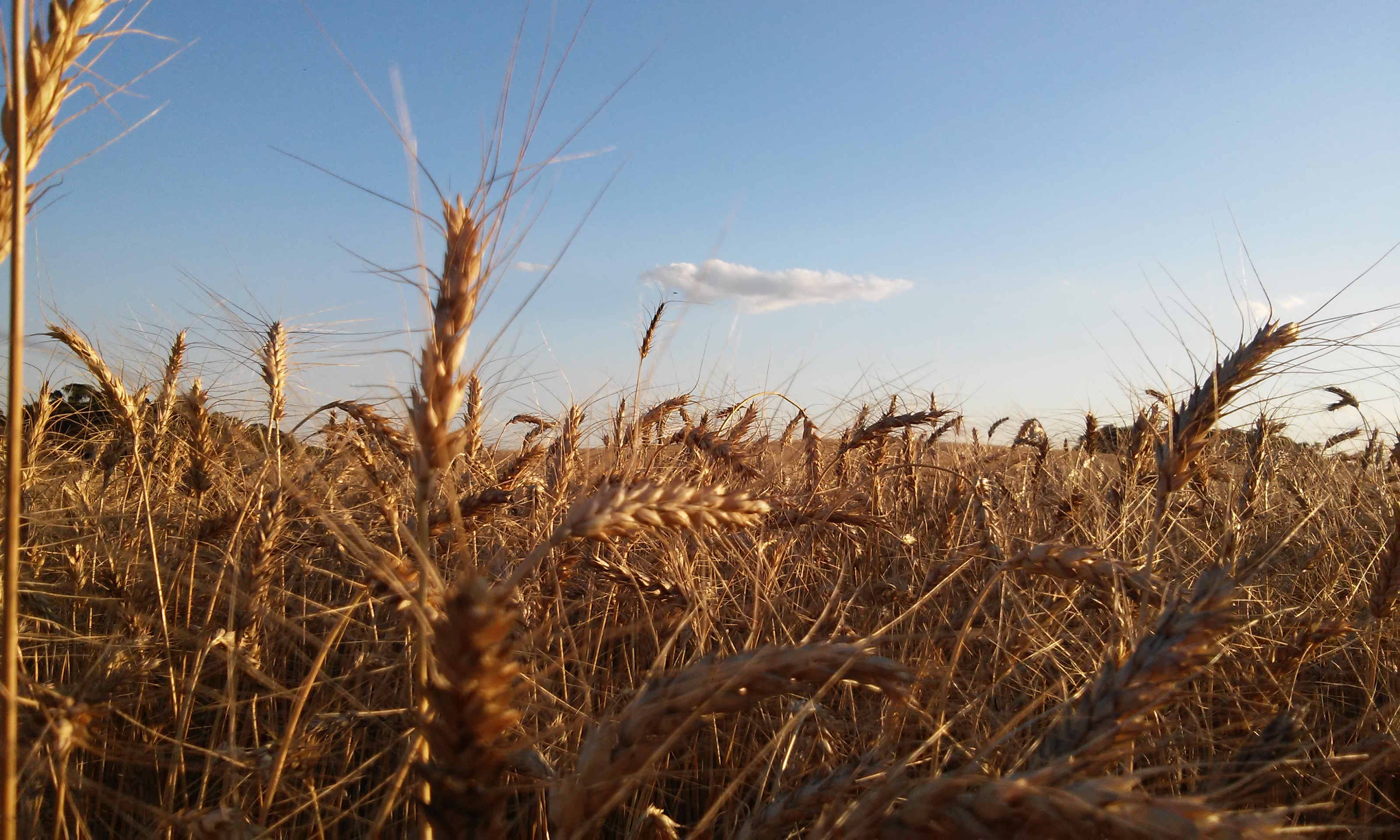
Tarwe in Paraná.

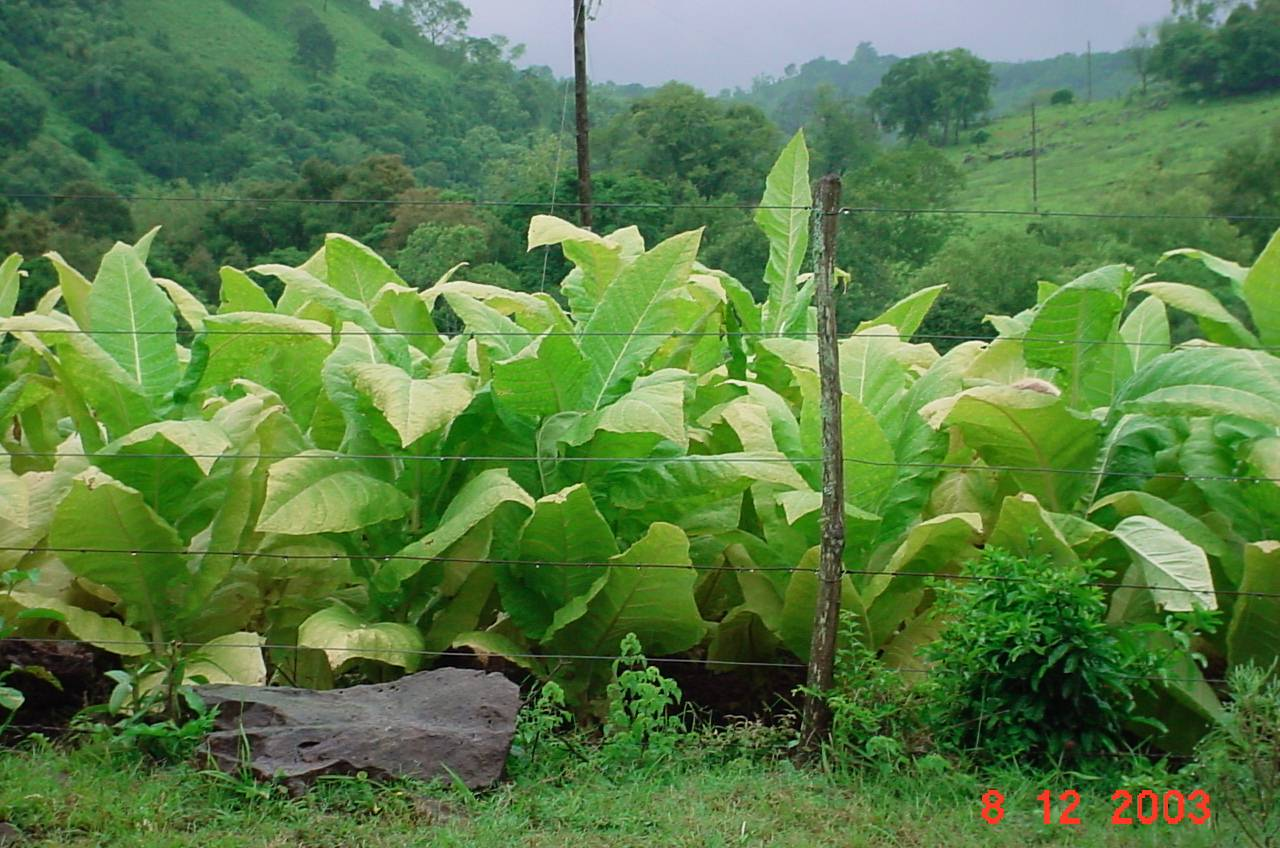
Tabak in Rio Grande do Sul.

De belangrijkste geteelde landbouwproducten zijn:
- soja (35% van de productie van het land, de grootste producent ter wereld);
- maïs (35% van de productie van het land, de derde producent ter wereld);
- tabak (bijna de gehele productie van het land, de op een na grootste producent ter wereld en de grootste exporteur);
- rijst (80% van de productie van het land, de negende grootste producent ter wereld);
- druif (bijna de gehele productie van het land, de elfde grootste producent ter wereld);
- appel (bijna de hele productie van het land, dat de dertiende wereldproducent is);
- tarwe (bijna de hele productie van het land);
- haver (bijna de hele productie van het land);
- suikerriet (8% van de productie van het land, de grootste producent ter wereld);
- cassave (25% van de productie van het land, de vijfde grootste producent ter wereld);
- yerba mate (bijna alle productie van het land, dat een van de grootste producenten ter wereld is);
- boon (26% van de productie van het land, de derde grootste producent ter wereld);

naast het produceren van relevante hoeveelheden van:
- sinaasappel (6% van de productie van het land, de grootste producent ter wereld);
- mandarijn (30% van de productie van het land, de zesde grootste producent ter wereld);
- persimmon (20% van de productie van het land, de zesde grootste producent ter wereld);
- gerst, perzik, vijg en ui (het grootste deel van de productie van het land);
- aardbei.[3]

### Vee

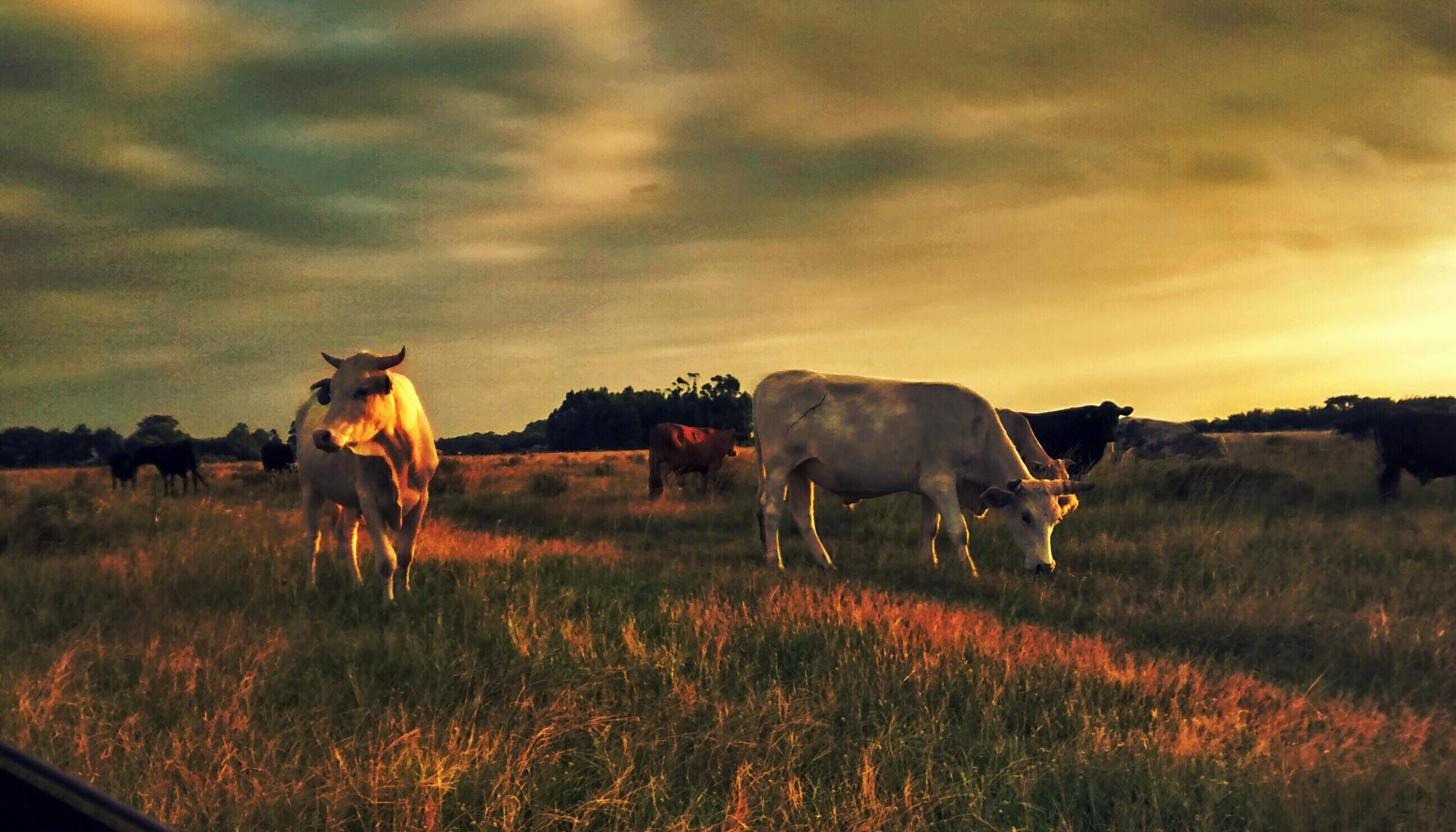
Vee in Rio Grande do Sul.

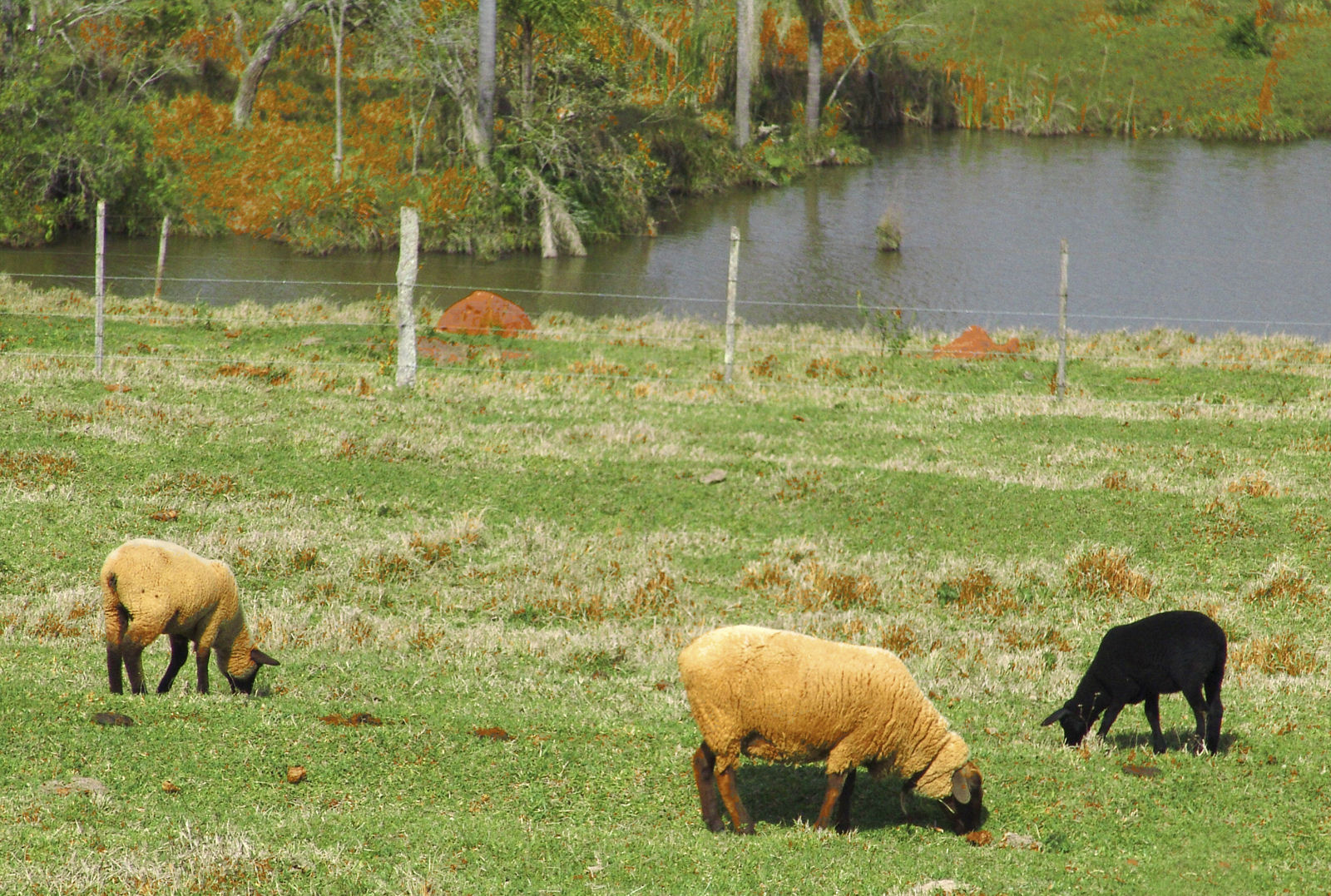
Schapen in Rio Grande do Sul.

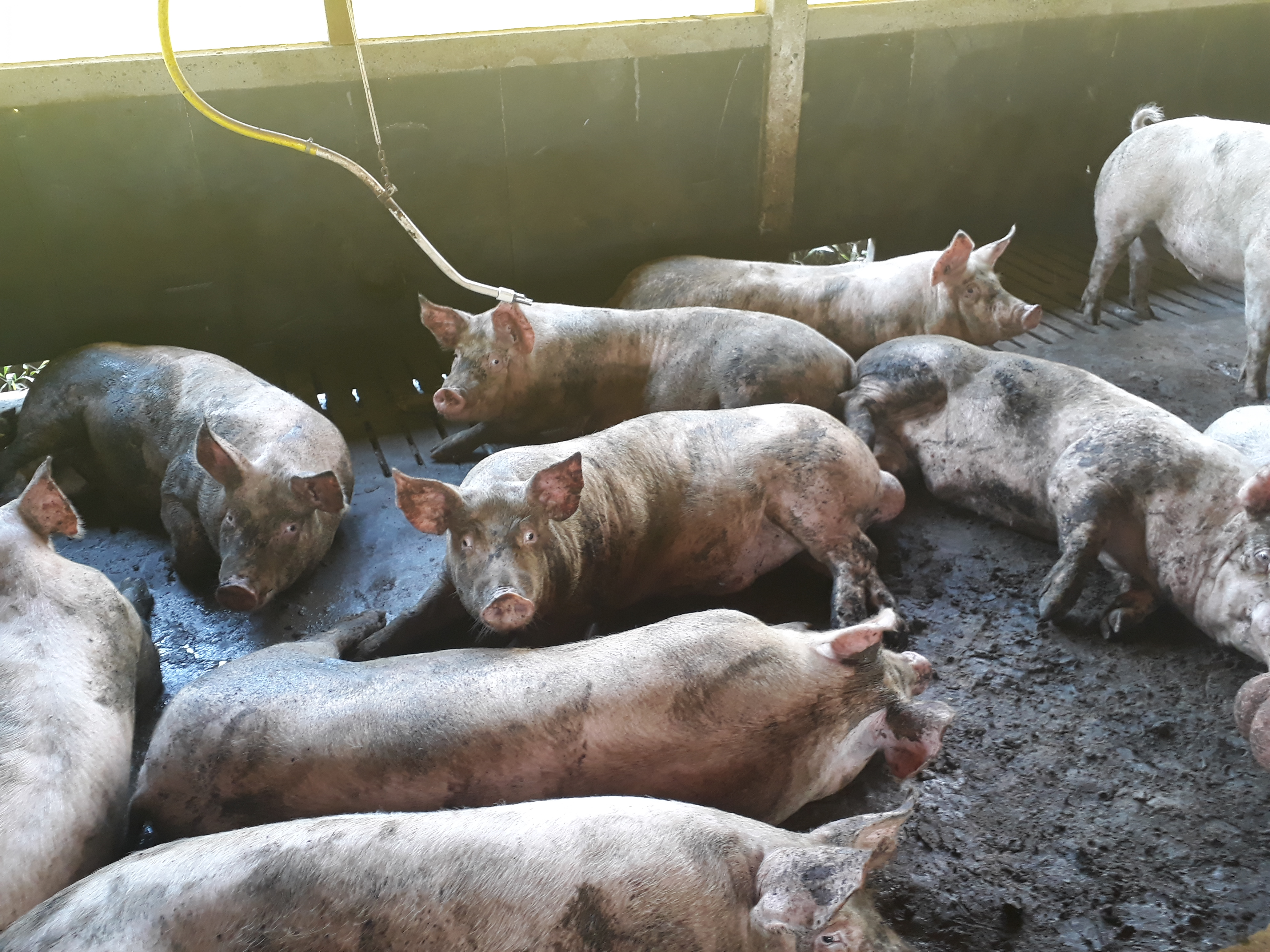
Varkensfokkerij, Santa Catarina

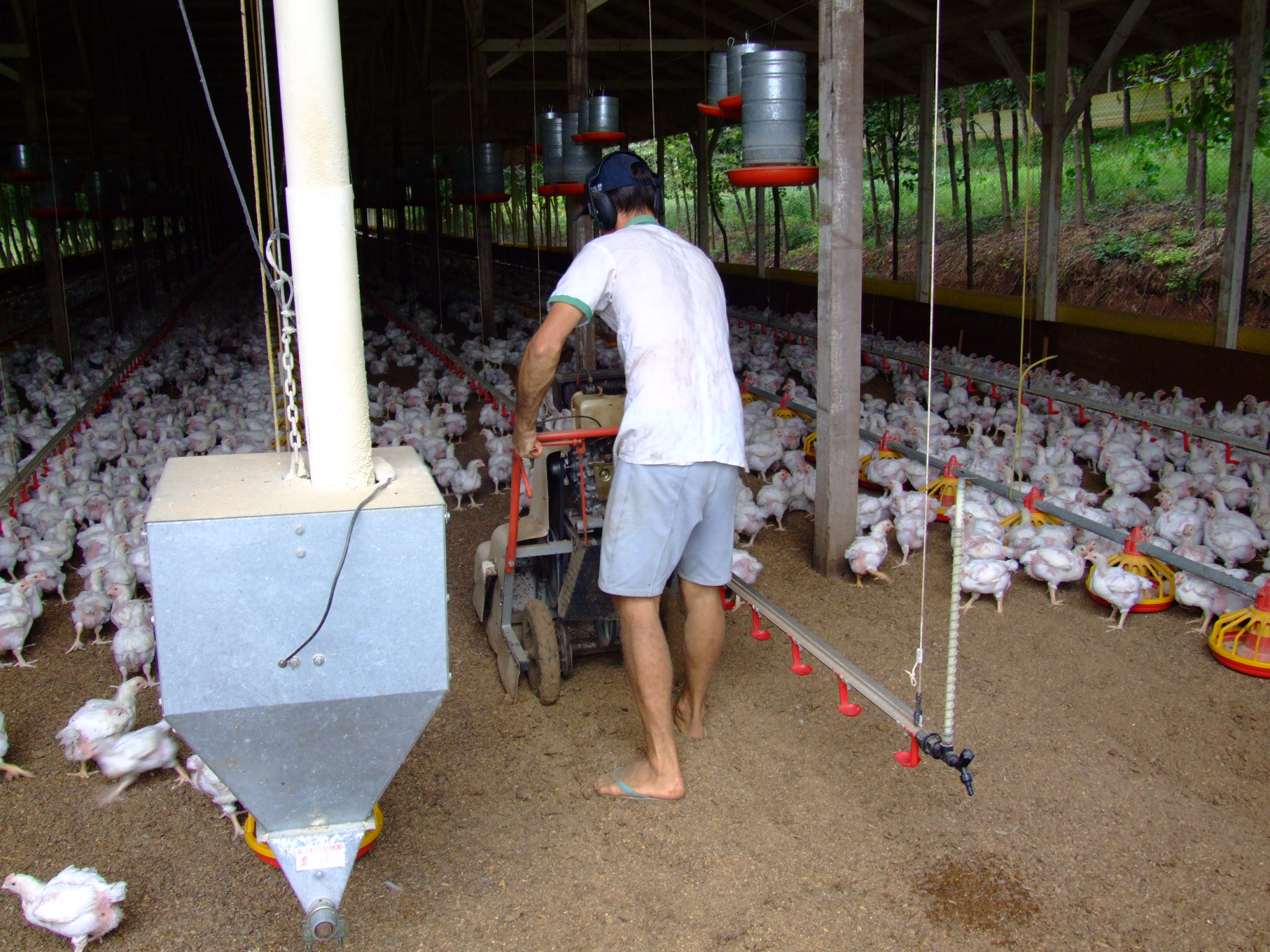
Gevogelte in Santa Catarina

In 2017 bevatte de zuidelijke regio ongeveer 12% van het Braziliaanse vee (27 miljoen stuks vee).
In schapenhouderij was de regio Zuid in 2017 de op een na grootste van het land, met 4,2 miljoen dieren. Het scheren van schapen bleef overheersend in het zuiden, dat verantwoordelijk is voor 99% van de wolproductie in het land. Rio Grande do Sul bleef de staat met de hoogste nationale deelname, goed voor 94,1% van het totaal. De gemeenten Santana do Livramento, Alegrete en Quaraí leidden de activiteit. Momenteel is vleesproductie het hoofddoel van de schapenhouderij in de staat geworden, vanwege de stijging van de prijzen die aan de producent worden betaald, waardoor de activiteit aantrekkelijker en winstgevender werd.
De intensieve veehouderij is ook sterk ontwikkeld in het Zuiden, dat op de eerste plaats staat op de ranglijst van de Braziliaanse melk productie. Een deel van de melk die in het zuiden wordt geproduceerd, profiteert van de zuivelindustrie. Het zuiden heeft 35,7% van de Braziliaanse melkproductie en concurreert met het zuidoosten (dat tot 2014 de grootste producent was), dat 34,2% heeft. Het zuidoosten heeft de grootste kudde koeien die gemolken worden: 30,4% van de in totaal 17,1 miljoen bestaande in Brazilië. De hoogste productiviteit is echter die van de zuidelijke regio, met een gemiddelde van 3.284 liter per koe per jaar, en daarom voert het sinds 2015 de ranglijst van melkproductie aan. De gemeente Castro, in Paraná, was de grootste producent in 2017, met 264 miljoen liter melk. Paraná is nu al de op een na grootste nationale producent met 4,7 miljard liter, alleen overtroffen door Minas Gerais.
In varkensvlees zijn de drie zuidelijke staten de grootste producenten van het land. Santa Catarina is de grootste producent in Brazilië. De staat is verantwoordelijk voor 28,38% van de slachting van het land en 40,28% van de Braziliaanse export van varkensvlees. Paraná, van zijn kant, heeft een fokbestand van 667 duizend bewoonde woningen, met een kudde die 17,85% van het Braziliaanse totaal vertegenwoordigt. Paraná bezet de tweede plaats in de productieve ranglijst van het land, met 21,01%, en de derde plaats onder de exporterende staten, met 14,22%. Op de derde plaats in Brazilië staat Rio Grande do Sul, met een participatie van bijna 15%.
De pluimveehouderij is sterk in het Zuiden. In 2018 was de regio Zuid, met de nadruk op het creëren van slachtkippen, verantwoordelijk voor bijna de helft van het Braziliaanse totaal (46,9%). Paraná vertegenwoordigde slechts 26,2%. Paraná bekleedt de Braziliaanse leiding in de ranglijst van kippenproducerende en exporterende staten. Rio Grande do Sul staat op de derde plaats in nationale productie, met 11%.
Wat de eierproductie betreft, is de regio Zuid de op één na grootste in Brazilië, met 24,1% van de productie van het land. Paraná staat 2e op de Braziliaanse ranglijst, met 9,6% van de nationale deelname.
In visteelt is westelijk Paraná, in gemeenten dicht bij Toledo en Cascavel, het grootste vissersgebied van het land geworden, met tilapia als de belangrijkste gecultiveerde soort. Het westen vertegenwoordigt 69% van de totale productie van Paraná, de grootste nationale producent, met 112 duizend ton. Van dit bedrag heeft 91% betrekking op tilapia-landbouw.
De regio Zuid was de belangrijkste producent van honing in het land in 2017, goed voor 39,7% van het nationale totaal. Rio Grande do Sul was de eerste met 15,2%, Paraná op de tweede plaats met 14,3%, Santa Catarina op de vijfde plaats met 10,2%.

### Mijnbouw

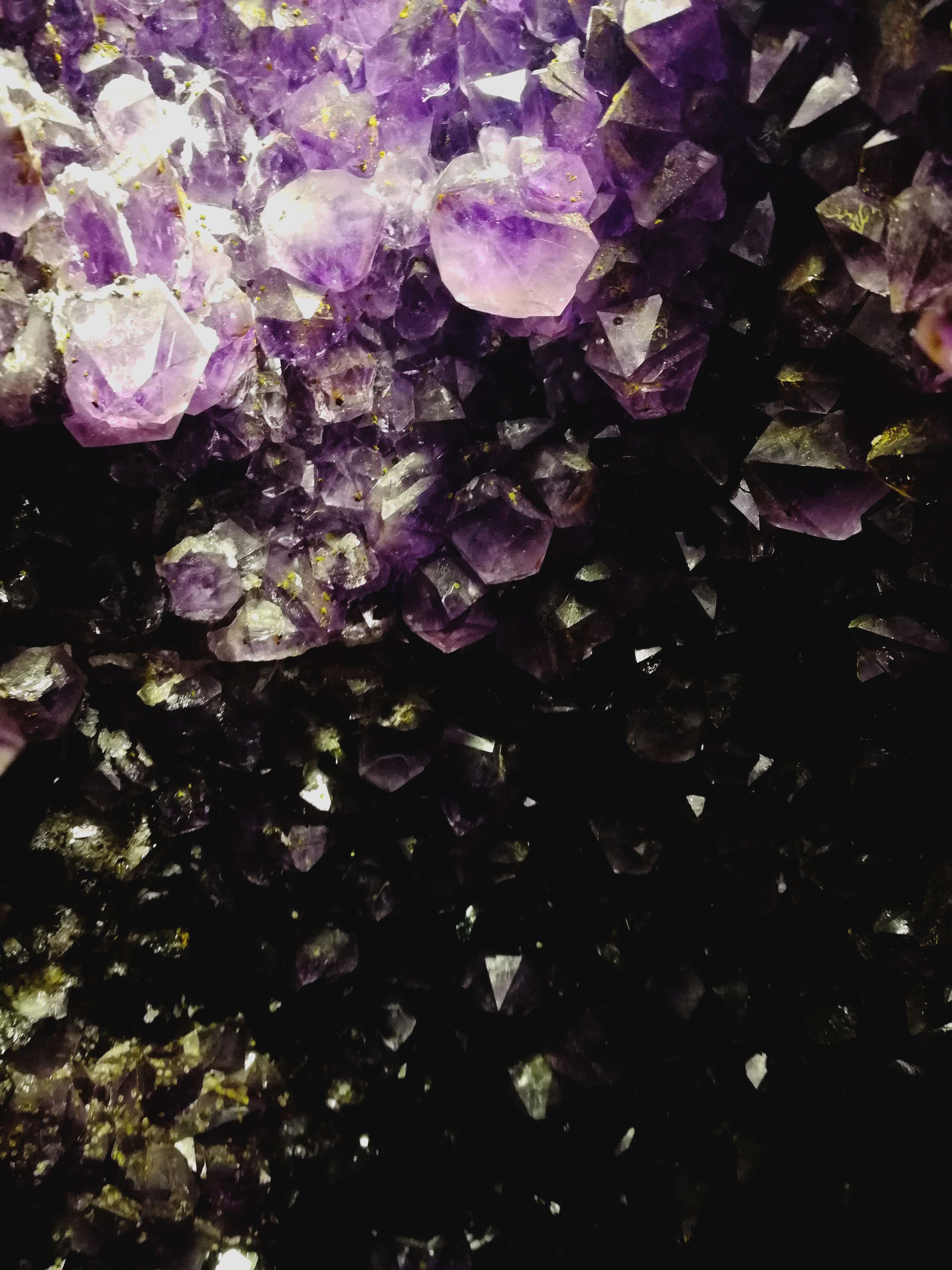
Amethistmijn in Ametista do Sul, in Rio Grande do Sul.

Santa Catarina is de grootste producent van steenkool in Brazilië, voornamelijk in de stad Criciúma en omgeving. De productie van ruwe minerale steenkool in Brazilië bedroeg 13,6 miljoen ton in 2007. Santa Catarina produceerde 8,7 Mt (miljoen ton); Rio Grande do Sul, 4,5 Mt; en Paraná, 0,4 Mt. Ondanks de winning van minerale steenkool in Brazilië, moet het land nog steeds ongeveer 50% van de verbruikte steenkool importeren, aangezien de in het land geproduceerde steenkool van lage kwaliteit is, omdat het een lagere koolstofconcentratie heeft. Landen die minerale steenkool aan Brazilië leveren, zijn onder meer Zuid-Afrika, de Verenigde Staten en Australië. Minerale steenkool in Brazilië levert met name thermo-elektrische centrales die ongeveer 85% van de productie verbruiken. De cementindustrie in het land krijgt daarentegen ongeveer 6% van deze steenkool, waardoor 4% overblijft voor de productie van cellulosepapier en slechts 5% voor de voedsel-, keramiek- en graanindustrie. Brazilië heeft reserves van turf, bruinkool en steenkool. Steenkool bevat in totaal 32 miljard ton aan reserves en bevindt zich voornamelijk in Rio Grande do Sul (89,25% van het totaal), gevolgd door Santa Catarina (10,41%). De Candiota (RS) aanbetaling heeft slechts 38% van alle nationale steenkool. Omdat het een steenkool van inferieure kwaliteit is, wordt het alleen gebruikt voor de opwekking van thermo-elektrische energie en op de plaats van afzetting. De oliecrisis in de jaren zeventig bracht de Braziliaanse regering ertoe het Energy Mobilization Plan op te stellen, met intensief onderzoek om nieuwe steenkoolreserves te ontdekken. De Geologische Dienst van Brazilië, door middel van werken uitgevoerd in Rio Grande do Sul en Santa Catarina, heeft de eerder bekende steenkoolreserves tussen 1970 en 1986 (voornamelijk tussen 1978 en 1983) aanzienlijk vergroot. Vervolgens werd steenkool van goede kwaliteit, geschikt voor gebruik in de metallurgie en in grote volumes (zeven miljard ton), ontdekt in verschillende afzettingen in Rio Grande do Sul (Morungava, Chico Lomã, Santa Teresinha), maar op relatief grote diepten (tot 1.200 m ), die het gebruik ervan tot nu toe heeft verhinderd. In 2011 vertegenwoordigde steenkool slechts 5,6% van het energieverbruik in Brazilië, maar het is een belangrijke strategische bron, die kan worden geactiveerd wanneer bijvoorbeeld het waterpeil in de dammen erg laag is, waardoor het overtollige water wordt verminderd. waterkracht. Dit gebeurde in 2013, toen verschillende thermo-elektrische centrales werden gesloten, waardoor de noodzakelijke voorraad werd gehandhaafd, zij het tegen hogere kosten.
Paraná is de grootste producent van olieschalie in Brazilië. In de stad São Mateus do Sul is een fabriek Petrobras gespecialiseerd in de productie van het materiaal. Dagelijks wordt ongeveer 7.800 ton verwerkt.
Rio Grande do Sul is een belangrijke producent van edelstenen. Brazilië is 's werelds grootste producent van amethist en agaat, en Rio Grande do Sul is de grootste producent van het land. Agaat wordt sinds 1830 lokaal gewonnen. De grootste producent van amethist in Brazilië is de stad Ametista do Sul. Deze steen was over de hele wereld zeer zeldzaam en duur, tot de ontdekking van grote afzettingen in Brazilië, waardoor de waarde aanzienlijk daalde.

### Industrie

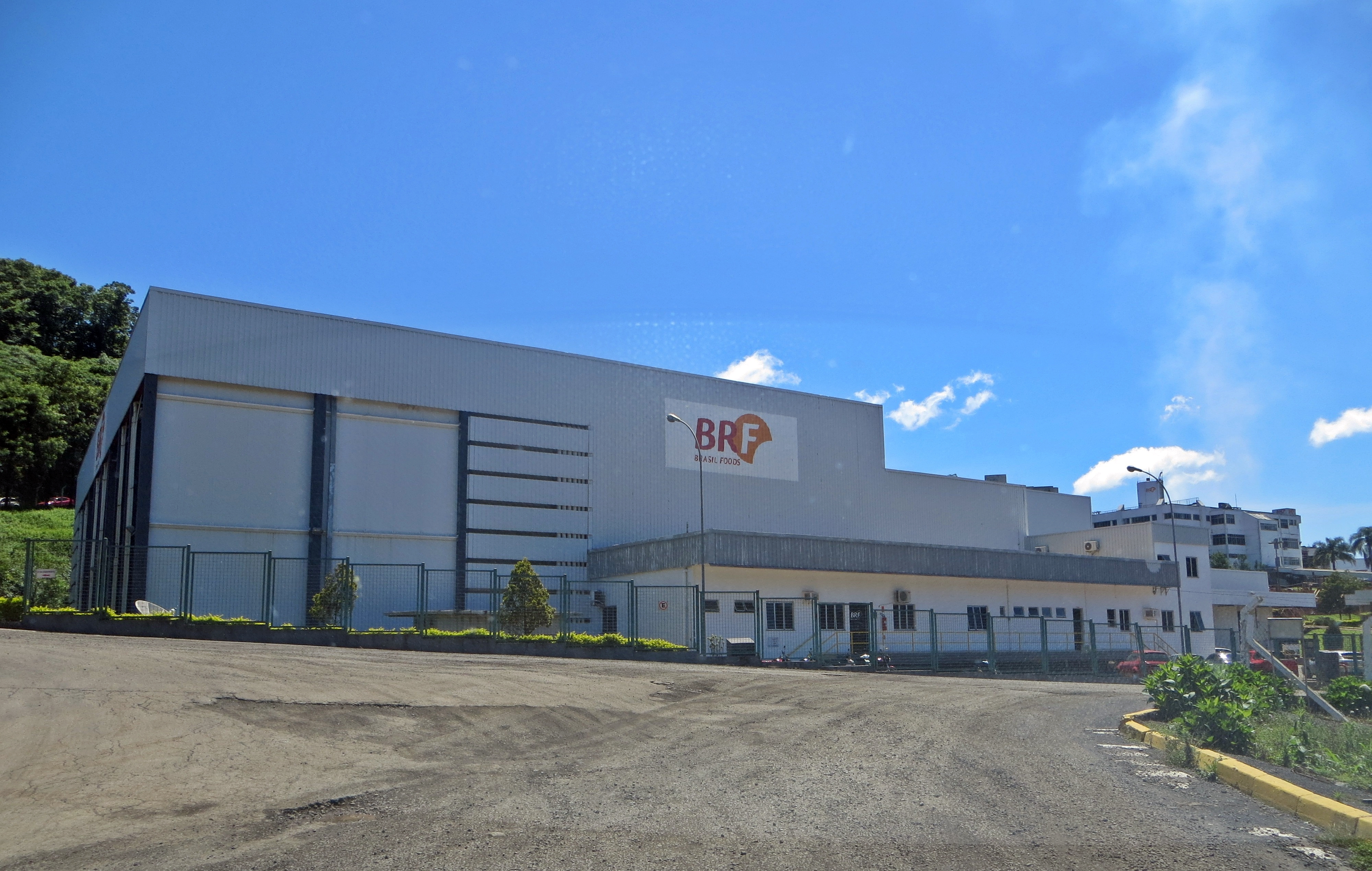
BRF vleesfabriek in Santa Catarina.

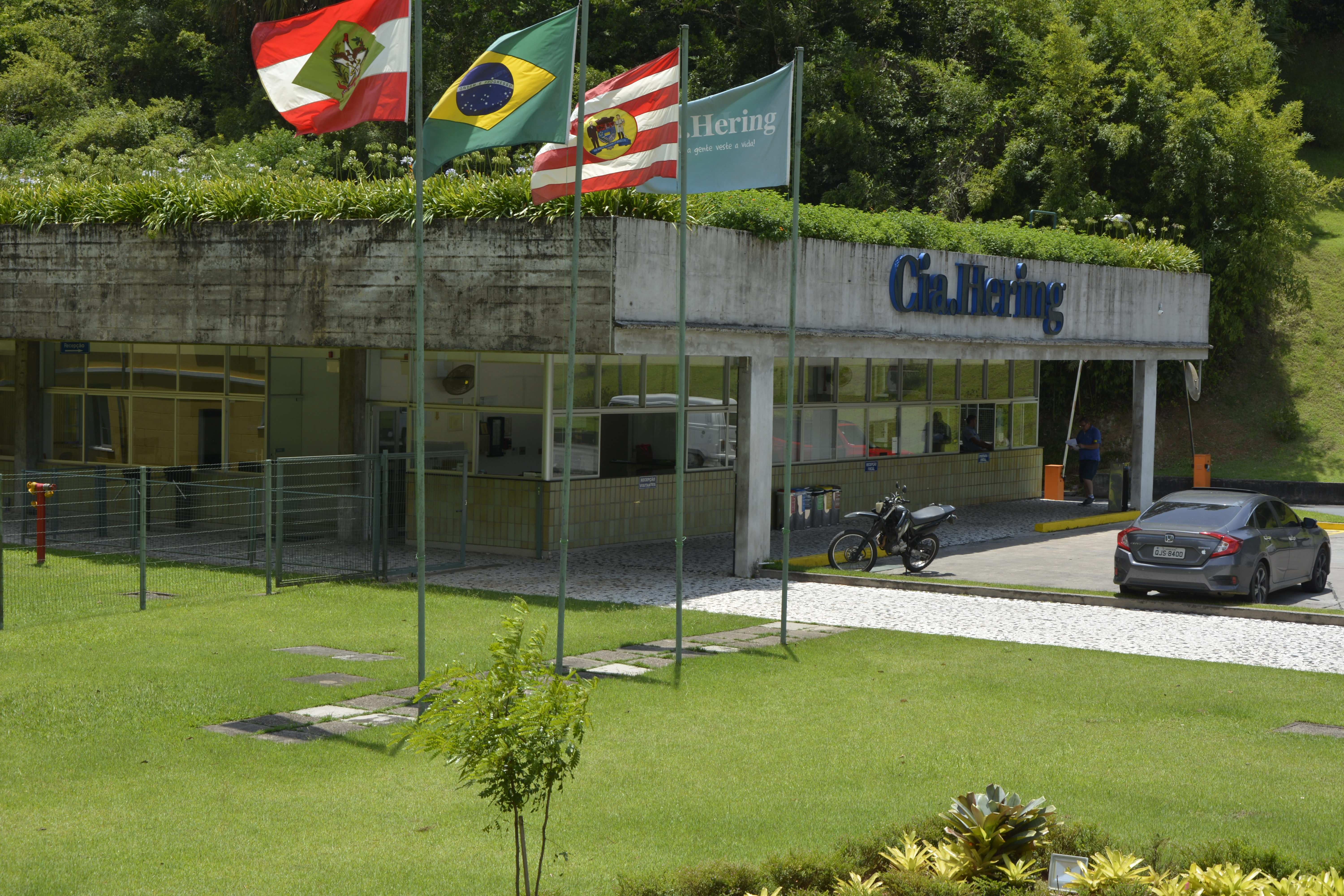
Hering-textielindustrie in Santa Catarina.

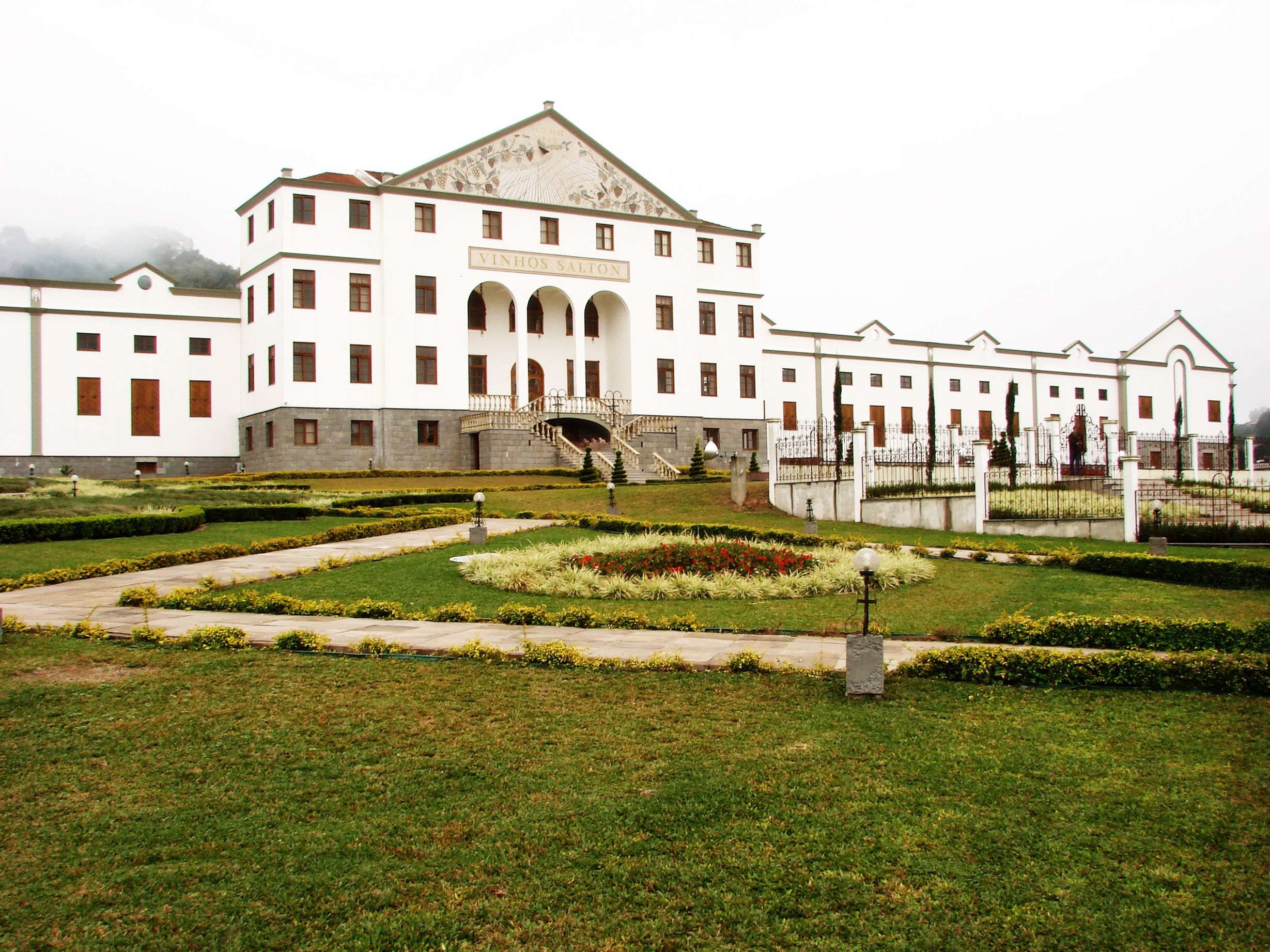
Salton wijnmakerij in Rio Grande do Sul

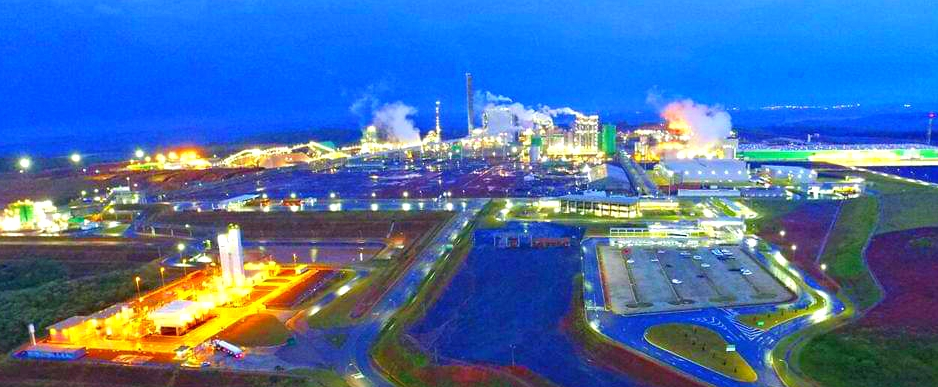
Klabin pulp- en papierfabriek in Paraná

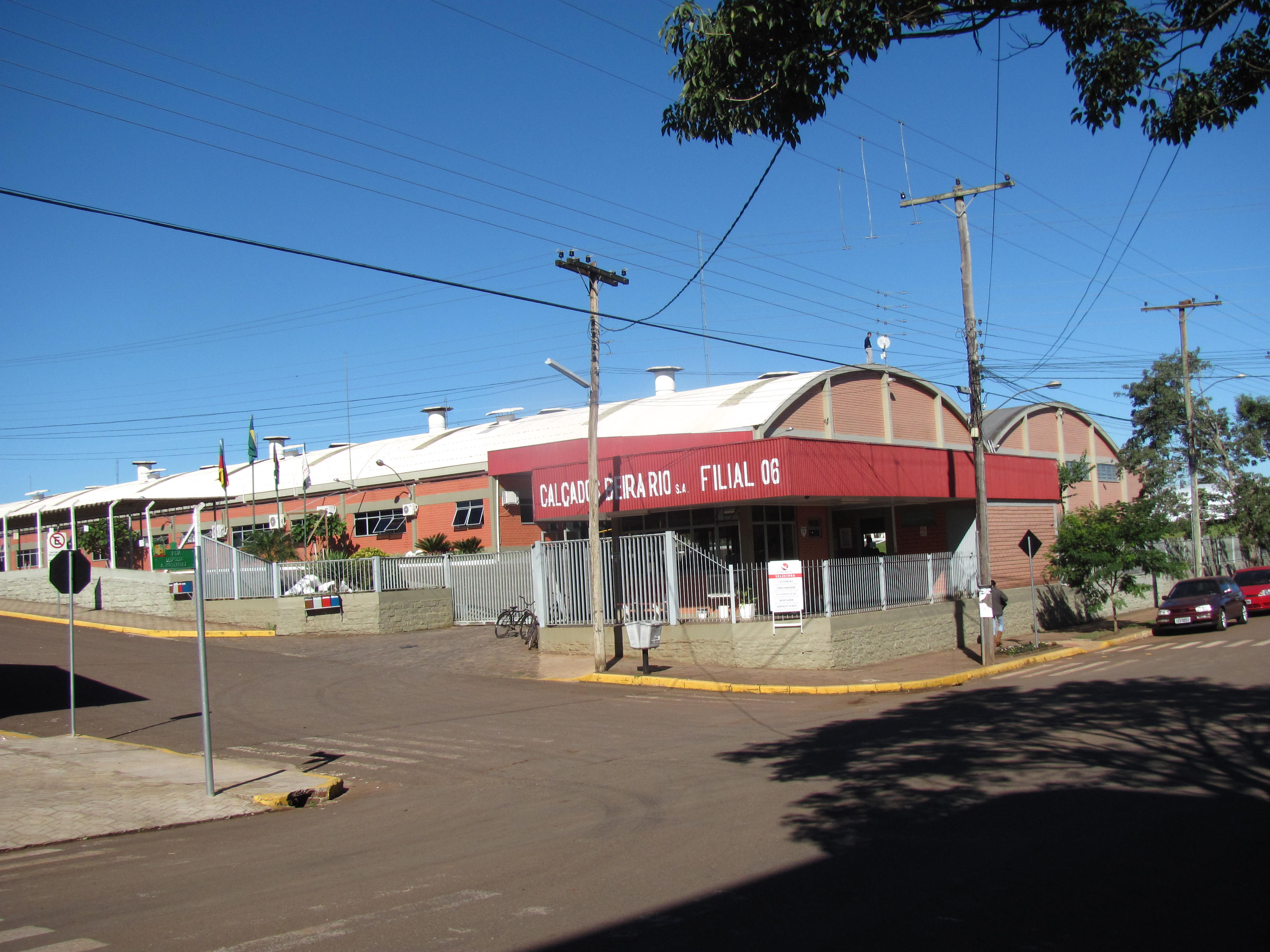
Schoenenfabriek Beira Rio, Rio Grande do Sul

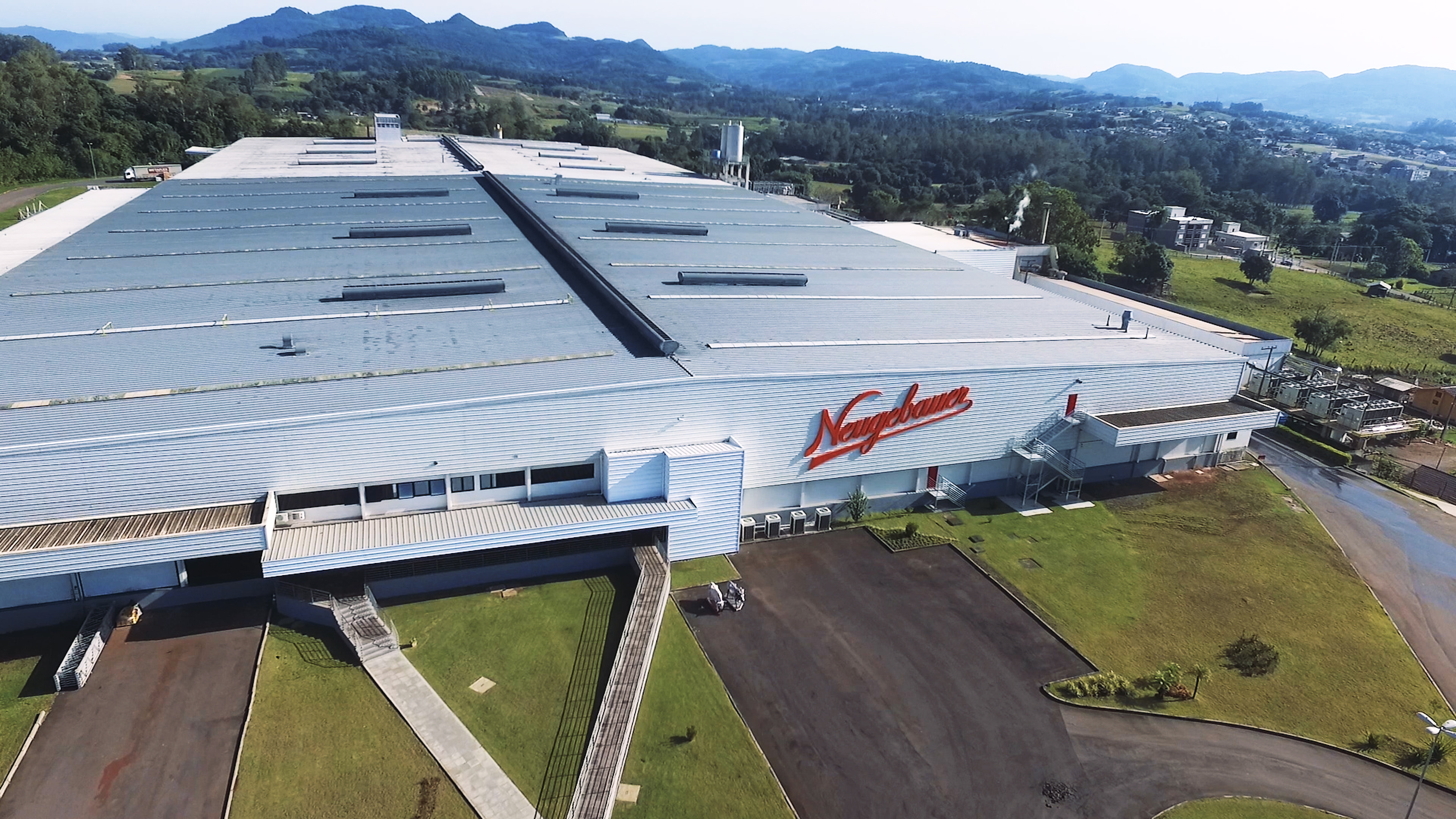
Chocoladefabriek Neugebauer, Rio Grande do Sul

De regio concentreert 20% van het industriële BBP van het land.
In 2019 was Paraná de op een na grootste voertuig producent van het land (Brazilië is een van de 10 grootste voertuigproducenten ter wereld). Paraná heeft op zijn grondgebied de fabrieken van Volkswagen, Renault, Audi, Volvo en DAF; Santa Catarina heeft GM- en BMW-fabrieken en Rio Grande do Sul, een GM-fabriek.
In de voedingsindustrie was Brazilië in 2019 de op een na grootste exporteur van bewerkte voedingsmiddelen ter wereld, met een waarde van 34,1 miljard dollar aan export. Wat betreft de oprichting van nationale of multinationale bedrijven, heeft Rio Grande do Sul bedrijven opgericht zoals Neugebauer, Camil Alimentos, Fruki, Cervejaria Polar, Vinícola Aurora en Vinícola Salton. Santa Catarina creëerde bedrijven zoals Sadia en Perdigão (die later fuseerden tot BRF), Seara Alimentos (dat tegenwoordig eigendom is van JBS), Aurora, Gomes da Costa, Cervejaria Eisenbahn en Hemmer Alimentos. Paraná creëerde bedrijven zoals: Frimesa, C.Vale, Nutrimental, Copacol, Coopavel en Matte Leão.
In de schoenenindustrie produceerde Brazilië in 2019 972 miljoen paar, de vierde grootste producent ter wereld, na China, India en Vietnam, en staat op de 11e plaats van de grootste exporteurs. De Braziliaanse staat die het product het meest exporteert, is Rio Grande do Sul: in 2019 exporteerde het US $ 448,35 miljoen. Het meeste product gaat naar de Verenigde Staten, Argentinië en Frankrijk. Santa Catarina heeft ook een schoenenproductiecentrum in São João Batista.
In de textielindustrie had Brazilië, ondanks het feit dat het in 2013 een van de 5 grootste producenten ter wereld was en representatief was in de consumptie van textiel en kleding, zeer weinig inbreng in de wereldhandel. In 2015 stond de Braziliaanse invoer op de 25e plaats (US $ 5,5 miljard). En wat export betreft, stond het slechts op de 40e plaats op de wereldranglijst. De deelname van Brazilië aan de wereldhandel in textiel en kleding bedraagt slechts 0,3%, omdat het moeilijk is om qua prijs te concurreren met producenten in India en vooral in China. Het Zuiden had 32,65% van de textielproductie van het land. Santa Catarina is de op een na grootste textiel- en kledingwerkgever in Brazilië. Het bekleedde het nationale leiderschap in de productie van kussens en is de grootste producent in Latijns-Amerika en de tweede ter wereld in geweven labels. Het is de grootste exporteur van toilet- / keukenlinnen, katoenen badstof en katoenen gebreide overhemden. Enkele van de bekendste bedrijven in de regio zijn Hering, Malwee, Karsten en Haco.
In de elektronica-industrie bedroeg de omzet van de industrie in Brazilië R $ 153,0 miljard in 2019, ongeveer 3% van het nationale bbp. Het aantal werknemers in de sector bedroeg 234.500 mensen. Brazilië heeft twee grote elektro-elektronische productiepolen, gelegen in Campinas, in de staat São Paulo, en in de Manaus Free Zone, in de staat Amazonas. Het land heeft ook andere kleinere centra, waaronder Curitiba, de hoofdstad van Paraná. Het technologiecentrum van Curitiba heeft bedrijven als Siemens en Positivo Informática. In totaal werken 87 bedrijven en 16 duizend werknemers in Tecnoparque, een gebied van 127 duizend vierkante meter gecreëerd door de staatswet in 2007. Tecnoparque kan groeien tot 400 duizend vierkante meter en kan tot vier keer het aantal werknemers ontvangen dat het vandaag 68 duizend mensen.
In de huishoudtoestellenindustrie bedroeg de verkoop van zogenaamde "white line" -apparatuur 12,9 miljoen stuks in 2017. De sector kende in 2012 een verkooppiek met 18,9 miljoen stuks. De merken die het meest verkochten waren Brastemp, Electrolux, Consul en Philips. Consul komt oorspronkelijk uit Santa Catarina, is gefuseerd met Brastemp en maakt tegenwoordig deel uit van de multinational Whirlpool Corporation. Een ander bekend merk uit het zuiden was Prosdócimo, opgericht in Curitiba, dat werd verkocht aan Electrolux. In de sector van kleine elektrische apparaten komt het bedrijf Britânia oorspronkelijk uit Curitiba.
In de metallurgische sector heeft het Zuiden een van de bekendste bedrijven van het land, Tramontina, met meer dan 8.500 medewerkers en 10 productie-eenheden. Andere bekende bedrijven in het zuiden zijn Marcopolo, een fabrikant van buscarrosserieën, die in 2015 een marktwaarde had van R $ 2,782 miljard, en Randon, een groep van 9 bedrijven gespecialiseerd in transportoplossingen, die voertuigfabrikanten, auto-onderdelen en wegenuitrusting - biedt werk aan ongeveer 11 duizend mensen en behaalde in 2017 een bruto-omzet van R $ 4,2 miljard.
In Santa Catarina valt de machine- en uitrustingsindustrie op in de fabricage van compressoren, omdat ze een leider is in de export van dit product naar de staten van het land, en daarnaast een belangrijke producent van bosbouwapparatuur is. In de metallurgie heeft de staat de grootste nationale fabrikant van gootstenen, vaten en roestvrijstalen tanks, trofeeën en medailles, bevestigingsmiddelen (schroeven, moeren, enz.), Dubbelwandige tanks voor brandstoffen, industriële drukvaten en smeedbaar ijzerverbindingen. Het is de wereldleider op het gebied van motorblokken en ijzeren koppen en is de grootste exporteur van dit product in Brazilië.
In de sector cellulose en papier bedroeg de Braziliaanse pulpproductie 19.691 miljoen ton in 2019. Het land exporteerde dit jaar US $ 7,48 miljard aan cellulose, US $ 3,25 miljard alleen naar China. De export van de Braziliaanse bosbouw bedroeg in totaal 9,7 miljard dollar (7,48 miljard dollar aan cellulose, 2 miljard dollar aan papier en 265 miljoen dollar aan houten panelen). De papierproductie bedroeg 10.535 miljoen ton in 2019. Het land exporteerde 2.163 miljoen ton. In 2016 vertegenwoordigde de cellulose- en papierindustrie in het zuiden van het land 33% van het nationale totaal. Dit jaar was Paraná de nationale leider in de productie van rondhout (voornamelijk eucalyptus) voor de cellulose- en papierindustrie (15,9 miljoen m³); Brazilië was het tweede land dat de meeste cellulose ter wereld produceerde en het achtste bij de productie van papier. De stad die deze bossen het meest produceerde in Brazilië was Telêmaco Borba (PR), en de op vier na grootste was Ortigueira (PR).
Regio's: Noord · Centraal-West · Noordoost · Zuidoost · Zuid

Staten: Acre · Alagoas · Amapá · Amazonas · Bahia · Ceará · Espírito Santo · Goiás · Maranhão · Mato Grosso · Mato Grosso do Sul · Minas Gerais · Pará · Paraíba · Paraná · Pernambuco · Piauí · Rio de Janeiro · Rio Grande do Norte · Rio Grande do Sul · Rondônia · Roraima · Santa Catarina · São Paulo · Sergipe · Tocantins

District: Federaal District
Zie ook: Lijst van vlaggen van Braziliaanse deelgebieden